# Theresa Russell
Theresa Russell (San Diego, 20 de marzo de 1957) es una actriz estadounidense de cine y televisión.

## Biografía
Russell nació en San Diego (California) con el nombre de Theresa Paup, hija de Carol Platt (de soltera Mall) y Jerry Russell Paup.
Asistió a la escuela secundaria Burbank High School, pero no se recibió.
En 1982 se casó con el cineasta inglés Nicolas Roeg (1928–) con el que tuvo dos hijos, Max (actualmente actor) y Statten Roeg. Luego se divorciaron.
Pete Townshend (del grupo The Who) dijo que Russell fue la inspiración de su canción Athena, cuyo primer nombre había sido Theresa.
Actualmente Russell (de 68 años de edad) vive en California.

## Carrera
Theresa Russell comenzó a modelar a los 12 años e hizo su debut en el cine en 1976 en El último magnate, protagonizada por Robert De Niro. Desde entonces, Russell ha aparecido en películas como Straight Time (1978) y Bad Timing (1980) —que fue la primera de cinco películas protagonizadas por Russell y dirigidas por Nicolas Roeg. Sin duda su película más famosa fue Black Widow de 1987 donde hizo de "femme fatale", junto a Debra Winger.

## Filmografía
- 1976: El último magnate.
- 1978: Straight Time, que protagoniza con Dustin Hoffman, Harry Dean Stanton y Kathy Bates.
- 1979: Blind Ambition.
- 1980: Bad Timing, que protagoniza con Art Garfunkel y Harvey Keitel.
- 1983: Eureka.
- 1984: The Razor’s Edge.
- 1984: Unsane o Ténebrae, doblando a la actriz italiana Daria Nicolodi (1949–).
- 1985: Insignificance.
- 1987: Black Widow.
- 1987: Aria.
- 1988: Track 29.
- 1989: Physical Evidence.
- 1990: Impulse.
- 1991: Kafka (de Steven Soderbergh), que protagonizó con Jeremy Irons, Ian Holm, Armin Mueller-Stahl y Alec Guinness.
- 1991: Whore.
- 1991: Cold Heaven.
- 1993: Being Human (Un hombre perdido en el tiempo, Un simple mortal), como narradora.
- 1993: A Woman’s Guide to Adultery (para televisión).
- 1993: Thicker Than Water (para televisión).
- 1994: The Flight of the Dove o The Spy Within.
- 1995: A Young Connecticut Yankee in King Arthur’s Court (Movida en la corte del Rey Arturo).
- 1995: The Grotesque.
- 1995: Hotel Paradise.
- 1995: Trade-Off (para televisión).
- 1996: Public Enemies.
- 1996: Once You Meet a Stranger.
- 1997: The Proposition.
- 1998: Running Woman.
- 1998: Wild Things.
- 2000: Luckytown.
- 2001: The Believer.
- 2001: Earth vs. the Spider (para televisión).
- 2002: The House Next Door.
- 2002: Project Viper.
- 2002: Passionada.
- 2002: Now & Forever.
- 2003: The Box.
- 2003: Save It for Later o Water Under the Bridge.
- 2003: Love Comes Softly (televisión).
- 2005: Empire Falls (miniserie de HBO, con Ed Harris).
- 2005: Blind Injustice (televisión).
- 2005: Live to Ride.
- 2007: Spider-Man 3, como esposa de Flint Marko (interpretado por Thomas Haden Church).[3]
- 2008: On the Doll.
- 2008: Dark World.
- 2008: Chinaman’s Chance: America’s Other Slaves.
- 2008: Jolene.
- 2009: Street.
- 2009: 16 to Life.
- 2009: Baby O.
- 2011: The Legends of Nethiah.

## Televisión
- 2000: Nash Bridges, episodio «Jackpot».
- 2006: Law & Order: Criminal Intent, episodio «On fire».
- 2009: Fringe.